# 马林斯基剧院

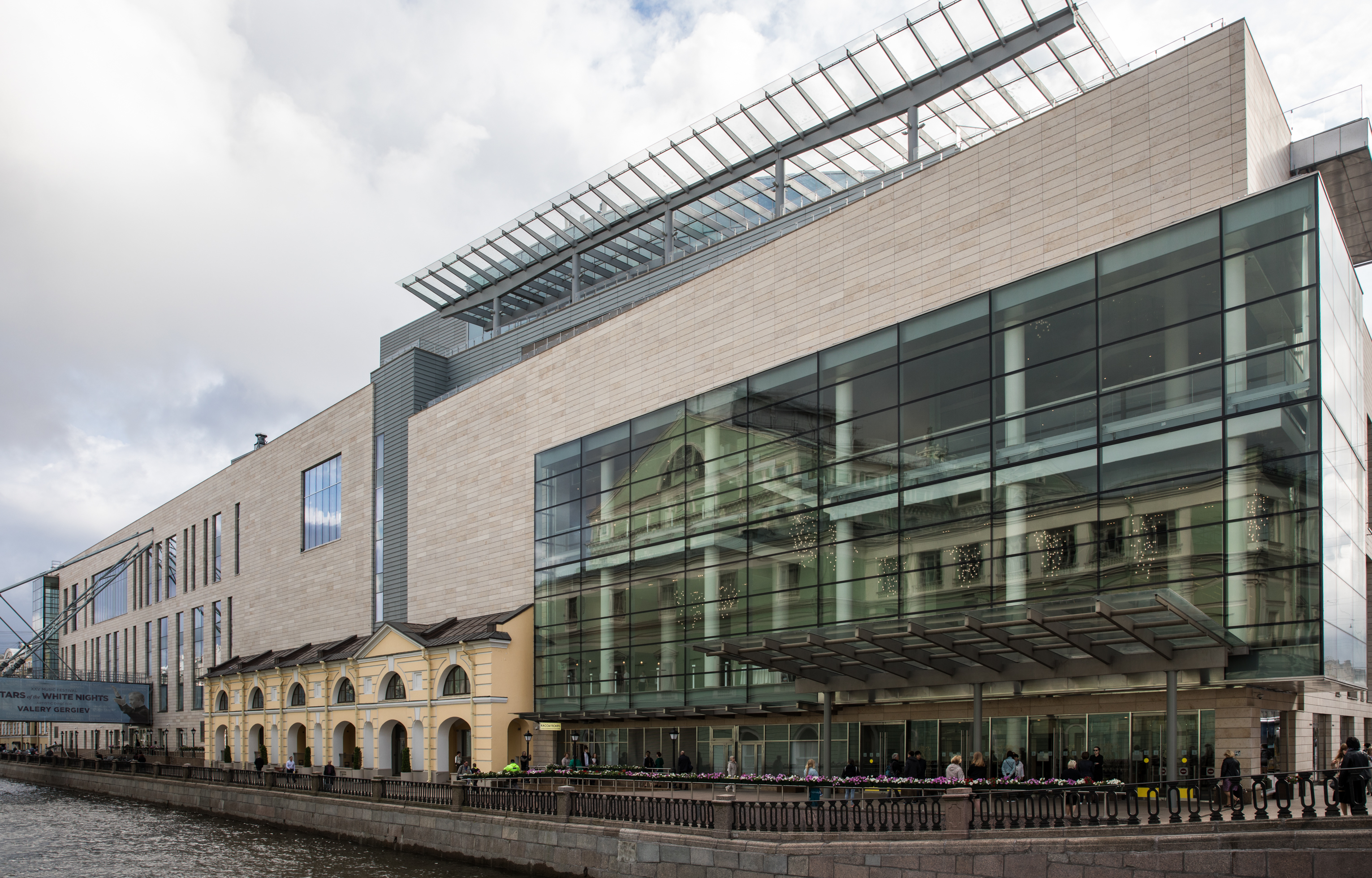
新館

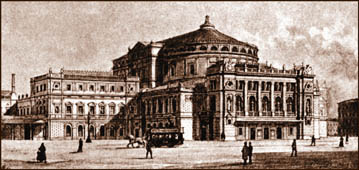
1890年的马林斯基剧院

马林斯基剧院（从1920年至1935年旧称国家歌剧和芭蕾舞艺术院，从1935年至1992年旧称基洛夫剧院）是位于俄罗斯圣彼得堡的一个历史性的歌剧和芭蕾舞剧院。从1988年开始该剧院的指导是瓦列里·格吉耶夫，此前尤里·捷米尔卡诺夫任剧院指导。

## 建筑
从18世纪初开始在俄罗斯宫廷里有一个来自意大利的芭蕾舞团表演。最初圣彼得堡的芭蕾舞和歌剧剧院是一个木结构的建筑。此外冬宫门外还有一个艾尔米塔什剧院，这个剧院是供沙皇邀请贵族看戏用的。1783年叶卡捷琳娜大帝下令建造一座皇家歌剧和芭蕾舞剧院。

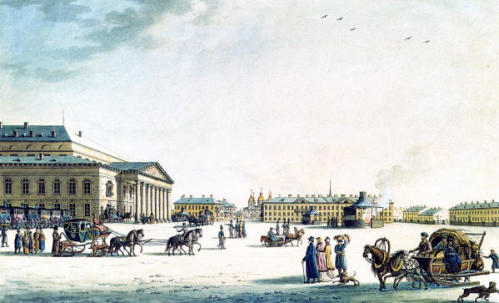
1806年的剧院广场和大剧院

1783年圣彼得堡的大剧院启用。1836年该剧院按照一个新设计重建。
1849年1月29日一个木结构的、新拜占庭式的马戏院在剧院广场上建成。这个马戏院也可以扩建为剧院。1859年这个木结构建筑被焚毁后，在马戏院的位置上建成了一座更大的剧院，其舞台是当时世界上最大的，观众席按照意大利式的剧院呈U形环绕舞台。这座剧院共可容纳1625名观众。1860年10月2日这座新剧院启用。它被以当时皇后的名字命名为马林斯基剧院。
越来越大的舞台也促使音乐家编排越来越大型的歌剧，这最后也为芭蕾舞带来了一场革命。原来的圣彼得堡大剧院在与马林斯基剧院相比下失去了其效果，其艺术水平也不断下降。1890年代它被拆除。在原地建造了聖彼得堡音樂學院，原来的剧院成员全部被马林斯基剧院吸收。
2003年后现代主义建筑师多米尼克·佩罗赢得了为马林斯基剧院建造一座新建筑的比赛。这座新建筑将位于老建筑边上。老建筑也将翻新。因此估计从2006年秋开始它将关闭14个月。新館已在2013年竣工並啟用。

## 传统

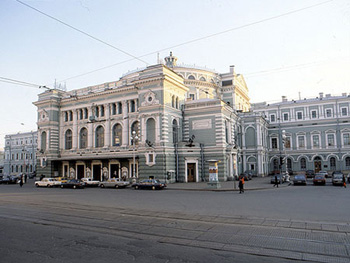
1990年代的马林斯基剧院

米哈伊尔·伊万诺维奇·格林卡、莫杰斯特·彼得罗维奇·穆索尔斯基和彼得·伊里奇·柴可夫斯基的所有歌剧均是在马林斯基剧院及其前身的大剧院首演的。1886年皇家芭蕾舞团和皇家歌剧团全部转到马林斯基剧院。舞蹈设计师马留斯·彼季帕的大多数杰作，包括《睡美人》（1890年）、《胡桃夹子》（1892年）、《天鹅湖》（1895年）全部是在马林斯基剧院首演的。此外尼古拉·安德烈耶维奇·里姆斯基-科萨科夫、謝爾蓋·謝爾蓋耶維奇·普羅科菲耶夫、阿拉姆·伊里奇·哈恰图良等的许多杰作也是在马林斯基剧院首演的。
马林斯基剧院的芭蕾舞学校培养了许多卓越的舞蹈家如玛蒂尔德·克谢辛斯卡娅、安娜·帕夫洛娃、塔玛拉·卡莎维娜、瓦萨拉夫·尼金斯基、乔治·巴兰奇、加林娜·乌兰诺娃、魯道夫·紐瑞耶夫、纳塔利亚·马科洛娃、米哈伊·巴雷什尼科夫等等。现代著名舞蹈家包括丝维蕾娜·查卡诺娃等。